# Clinocera bulbosa
Clinocera bulbosa är en tvåvingeart som beskrevs av Sinclair 2008. Clinocera bulbosa ingår i släktet Clinocera och familjen dansflugor. Inga underarter finns listade i Catalogue of Life.